# Generic Routing Encapsulation
In informatica e telecomunicazioni il Generic Routing Encapsulation, in sigla GRE, è un protocollo di rete progettato nel 1994 (documentato con RFC 1701).

## Caratteristiche
Il GRE è in grado di incapsulare fino a 20 tipi di protocolli. Si fa carico, inoltre, di tre altri tipi di protocolli: - passenger protocol - carrier protocol - protocollo di trasporto; in quest'ultimo si occupa del trasporto dei due precedenti protocolli.
Le fasi di lavoro sono le seguenti:
- Il computer host sorgente crea su una LAN un pacchetto, utilizzando un proprio protocollo nativo e lo spedisce sulla rete.
- Il router di default, poiché il computer di destinazione non è locale, prende il pacchetto e lo incapsula usando il carrier protocol per creare il tunnel GRE: in questo modo si stabilisce una connessione virtuale punto a punto con un router presente all'altro capo di Internet.
- Quando giunge a destinazione, il pacchetto viene spogliato dell'header IP e lasciato con il protocollo nativo nella LAN di destinazione.

## Header del pacchetto
L'header del pacchetto GRE è rappresentato nel diagramma sottostante. RFC 2784 e RFC 2890
| Bits 0–3                   | Bits 0–3            | Bits 0–3            | Bits 0–3            | 4–12                | 4–12                | 4–12                | 4–12                | 4–12                | 4–12                | 4–12                | 4–12                | 4–12                | 13–15               | 13–15               | 13–15               | 16–31                | 16–31                | 16–31                | 16–31                | 16–31                | 16–31                | 16–31                | 16–31                | 16–31                | 16–31                | 16–31                | 16–31                | 16–31                | 16–31                | 16–31                | 16–31                |
| -------------------------- | ------------------- | ------------------- | ------------------- | ------------------- | ------------------- | ------------------- | ------------------- | ------------------- | ------------------- | ------------------- | ------------------- | ------------------- | ------------------- | ------------------- | ------------------- | -------------------- | -------------------- | -------------------- | -------------------- | -------------------- | -------------------- | -------------------- | -------------------- | -------------------- | -------------------- | -------------------- | -------------------- | -------------------- | -------------------- | -------------------- | -------------------- |
| C                          |                     | K                   | S                   | Reserved0           | Reserved0           | Reserved0           | Reserved0           | Reserved0           | Reserved0           | Reserved0           | Reserved0           | Reserved0           | Version             | Version             | Version             | Protocol Type        | Protocol Type        | Protocol Type        | Protocol Type        | Protocol Type        | Protocol Type        | Protocol Type        | Protocol Type        | Protocol Type        | Protocol Type        | Protocol Type        | Protocol Type        | Protocol Type        | Protocol Type        | Protocol Type        | Protocol Type        |
| Checksum (optional)        | Checksum (optional) | Checksum (optional) | Checksum (optional) | Checksum (optional) | Checksum (optional) | Checksum (optional) | Checksum (optional) | Checksum (optional) | Checksum (optional) | Checksum (optional) | Checksum (optional) | Checksum (optional) | Checksum (optional) | Checksum (optional) | Checksum (optional) | Reserved1 (optional) | Reserved1 (optional) | Reserved1 (optional) | Reserved1 (optional) | Reserved1 (optional) | Reserved1 (optional) | Reserved1 (optional) | Reserved1 (optional) | Reserved1 (optional) | Reserved1 (optional) | Reserved1 (optional) | Reserved1 (optional) | Reserved1 (optional) | Reserved1 (optional) | Reserved1 (optional) | Reserved1 (optional) |
| Key (optional)             |                     |                     |                     |                     |                     |                     |                     |                     |                     |                     |                     |                     |                     |                     |                     |                      |                      |                      |                      |                      |                      |                      |                      |                      |                      |                      |                      |                      |                      |                      |                      |
| Sequence Number (optional) |                     |                     |                     |                     |                     |                     |                     |                     |                     |                     |                     |                     |                     |                     |                     |                      |                      |                      |                      |                      |                      |                      |                      |                      |                      |                      |                      |                      |                      |                      |                      |